# 二之宮神社 (高山市)
二之宮神社（にのみやじんじゃ）は、岐阜県高山市漆垣内町（旧・大野郡大八賀村）に鎮座する神社。
名称の二之宮は、飛騨国一宮の飛騨一宮水無神社に次ぐ「二宮」であることからという。

## 概要
創建時期は不詳。一説では孝徳天皇の治世の頃、斐陀国造が先祖の大八椅命、及び天照国照火明命、応神天皇を祀り、創建したという。
一時荒廃したが、永禄年間に鍋山城城主の鍋山氏が再建する。
1871年（明治4年）に村社となる。1909年（明治42年）に山神神社を合祀。

## 主祭神
- 天照国照火明命
- 応神天皇

## 配祀神
- 大八椅命

## 文化財
- 本殿　附棟札

本殿は一間社流造、亜鉛鍍鉄板瓦棒葺。享保16年（1731年）建築。棟札は本殿建築時（享保16年）のものと、元文元年（1736年）に屋根の上葺をした時のものがある。1975年（昭和50年）7月10日に高山市の文化財に指定される。

## 天然記念物
- 二之宮神社のケヤキ

樹齢は800年から900年と推測される。幹の東南面の枯れた部分に等身大の神像の彫刻が施されている。1970年（昭和45年）4月7日に岐阜県の天然記念物に指定される。